# 詹姆斯·威尔逊 (足球运动员)
詹姆斯·威尔逊（英語：James Wilson，1995年12月1日—），英格兰足球运动员，現效力於蘇超鴨巴甸，司职前锋，曾經為英格兰U16和英格兰U19代表隊出场。

## 职业生涯
詹姆斯·威尔逊出生于斯塔福德郡比达尔夫，他在七岁时被曼联球探发现。从此他便加入了曼联青训营。2010年10月30日，仅有14岁的威尔逊就代表曼联18岁以下梯队在对阵斯洛伐克球队普雷绍夫的友谊赛中首次出场。2011年2月5日在对阵西布罗姆维奇的比赛中，他完成了代表曼联U18梯队在正式比赛中的处子秀。从此之后他在2010-11赛季出场三次，并在第三次出场时攻入一球帮助曼联梯队2-1战胜埃弗顿。威尔逊也在2011年的米尔克杯中打进两球帮助曼联获得了该届比赛的亚军，但是他在2011-12赛季的第二场比赛中脚踝受伤，他也因此缺阵了将近五个月之久。伤愈复出之后，威尔逊在下半个赛季中成为了U18队的主力，在联赛的13次出场与2次青年足总杯出场中他总共打入五个进球。在这个赛季中，他也完成了代表曼联预备队的首秀，在2012年3月6日客场1-0击败西布罗姆维奇的比赛中，威尔逊第61分钟替补弗雷德里克·维塞利出场。
2012年7月，威尔逊选择继续留在曼联，并与曼联签下了青训合同。2012-13赛季他保持着U18队的主力位置，虽然他用了5场比赛才打开了自己的赛季进球账户，但他在2012年9月22日对阵纽卡斯尔联的第五轮比赛中单场就打进五球，这也成为了在亚历克斯·弗格森爵士执教期间曼联各梯队球员单场进球第二多的纪录。他在随后的四场比赛中又打进五球，这使得威尔逊在17岁生日的当天获得了自己的第一份职业合同，而就在同一天他又在主场4-2战胜南安普顿的比赛中梅开二度。即便他在2013年一月中旬到三月初的时候再次受到伤病困扰，但他18次联赛出场打进14球的成绩仍然使他成为了U18最佳射手。
即便他在2013-14赛季季前赛中代表预备队表现出色，但是威尔逊仍然继续留在了U18队出场比赛。在赛季最开始连续的六场比赛中他打进了七粒进球（包括在欧洲青年联赛对阵勒沃库森和顿涅茨克矿工的比赛中攻入三球）, 随后又在曼彻斯特高级杯曼联预备队3-3战平贝里的比赛中进球。赛季的下半段，他更多的参加了预备队的比赛，在2014年3月10日他上演帽子戏法帮助球队3-0战胜狼队之后，威尔逊在4月5日曼联4-0客场胜纽卡斯尔联的比赛中第一次进入了一队的大名单并且出现在了替补席上。一个月后的5月6日，他在曼联主场对阵赫尔城的比赛中完成了自己的英超联赛处子秀，并且梅开二度帮助曼联3-1战胜对手，他在第64分钟被罗宾·范佩西换下。2014年8月7日，威尔逊打进了四粒进球，包括上半场的一个进球以及下半场的三个进球，帮助曼联U21在曼彻斯特高级杯决赛中4-1战胜曼城。

## 国家队生涯
威尔逊曾代表英格兰U16出场一次，2011年3月他帮助英格兰3-0战胜北爱尔兰U16，连续第十次获得了胜利盾。2013年10月，威尔逊首次代表英格兰U19就取得进球，帮助球队6–1战胜爱沙尼亚U19。

## 职业生涯统计
最後更新：2014年10月5日
| 俱乐部 | 赛季    | 联赛 | 联赛 | 足总杯 | 足总杯 | 联赛杯 | 联赛杯 | 欧洲 | 欧洲 | 其它 | 其它 | 总计 | 总计 |
| 俱乐部 | 赛季    | 出场 | 进球 | 出场   | 进球   | 出场   | 进球   | 出场 | 进球 | 出场 | 进球 | 出场 | 进球 |
| ------ | ------- | ---- | ---- | ------ | ------ | ------ | ------ | ---- | ---- | ---- | ---- | ---- | ---- |
| 曼联   | 2013–14 | 1    | 2    | 0      | 0      | 0      | 0      | 0    | 0    | 0    | 0    | 1    | 2    |
| 曼联   | 2014–15 | 12   | 1    | 3      | 1      | 1      | 0      | 0    | 0    | 0    | 0    | 16   | 2    |
| 统计   | 统计    | 13   | 3    | 3      | 1      | 1      | 0      | 0    | 0    | 0    | 0    | 17   | 4    |

## 外部連結
- 足球数据库：James Wilson的球员统计数据
- Soccerway資料庫：James Wilson